# Nhà ga Kapasan
Ga đường sắt Kapasan là ga đường sắt ở huyện Chittorgarh, Rajasthan. Mã của nó là KIN. Nó phục vụ thành phố Kapasan. Nhà ga bao gồm một nền tảng duy nhất. Các chuyến tàu chở khách, tàu tốc hành và tàu siêu tốc dừng ở đây.

## Tàu hỏa
Các chuyến tàu sau dừng lại ở Kapasan theo cả hai hướng:
- Thành phố Udaipur - New Jalpaiguri Weekly Express
- Ratlam - Thành phố Udaipur
- Indore - Udaipur Veer Bhumi Chittaurgarh Express
- Thành phố Udaipur - Jaipur Intercity Express
- Udaipur - Haridwar Express
- Mewar Express
- Chetak Express